# Branwell Brontë
Patrick Branwell Brontë, född 26 juni 1817, död 24 september 1848, var en brittisk konstnär och poet. Han var bror till Emily, Anne och Charlotte Brontë.
Han var familjens ende son och fick sin mors flicknamn som förnamn. Systern Charlotte betalade hans utbildning med pengar hon tjänade genom att undervisa.

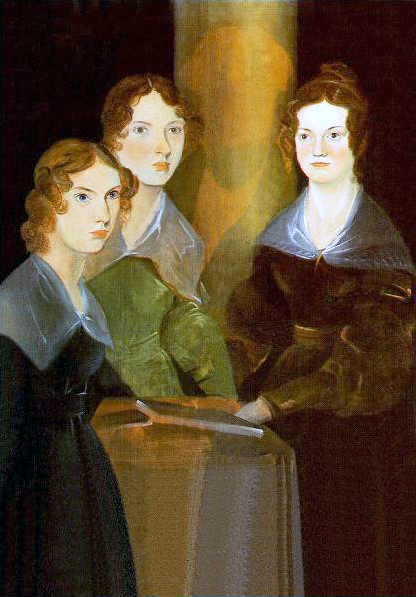
Systrarna, målning av deras bror Branwell Brontë.

Branwell Brontë utbildade sig till porträttmålare och var som sådan verksam i Haworth 1838–1839. Han är främst känd för ett porträtt av systrarna, där han själv ursprungligen förekom, men han målade över det, den ljusa skuggan bakom tros vara övermålningen. Tavlan hänger på National Portrait Gallery i London.
Från 1840 försörjde han sig bland annat som lärare och järnvägstjänsteman, men avskedades. Branwell Brontë hade, liksom systrarna, litterära ambitioner. Bland annat har han översatt Horatius och fick en del poesi publicerad i Yorkshirepressen.
Han stod som modell för den svårt alkoholiserade Arthur Huntingdon i systern Anne Brontës roman Främlingen på Wildfell Hall.
Branwell Brontë dog 1848, 31 år gammal, som en följd av att hans svåra missbruk av opium och alkohol dolt hans tuberkulos.

## Eftermäle
Nedslagskratern Brontë på planeten Merkurius är uppkallad efter honom och flera av hans syskon.